# Operação Rena
A operação Rena, foi uma intervenção militar iniciada em 4 de maio de 1978, a segunda maior do tipo que a África do Sul, sob regime do apartheid, fez nos territórios de Angola, somente superada em dimensão pela operação Savana.
A operação sul-africana consistiu em um ataque de dois batalhões de infantaria sul-africana aos complexos Chetequera e Dombondola da Organização do Povo do Sudoeste Africano (SWAPO), próximo à fronteira Angola-Namíbia; um ataque do 32º Batalhão de Elite ao complexo Omepepa-Namuidi-Henhombe da SWAPO, a cerca de 20 km a leste de Chetequera; e, finalmente, o ataque pelo qual a operação é mais conhecida - a polêmica batalha de Cassinga, um assalto aéreo de pára-quedistas nas proximidades da vila angolana de Cassinga, onde funcionava um campo de refugiados e uma suposta sede regional da SWAPO, a 260 km da fronteira Angola-Namíbia. A operação foi concluída em 11 de maio de 1978.

## Antecedentes
O primeiro ministro da África do Sul, Balthazar Vorster reuniu-se com seus conselheiros de defesa em dezembro de 1977, onde discutiu-se a necessidade de tomar medidas mais fortes contra a SWAPO, passando da posição defensiva contra as incursões do Exército Popular de Libertação da Namíbia (PLAN; braço armado da SWAPO) no Sudoeste Africano (atual Namíbia), para uma situação em que a Força de Defesa da África do Sul (SADF) conduziria ataques preventivos às bases PLAN em Angola. Todos os planos operacionais de ataque ao exterior teriam que ter a aprovação do primeiro-ministro.
No início de 1978, havia começado o planejamento da Operação Casamento, que envolvia uma infantaria mecanizada combinada e um ataque aéreo nas bases da SWAPO em torno da vila de Chetequera, a 25 km de Angola. Esses planos foram abandonados e expandidos para um novo plano chamado "Operação Rena". Esta nova operação incluiu planos para atacar as bases de Chetequera, mas acrescentou o alvo mais importante, que era de atacar a suposta sede da SWAPO em Cassinga. A data da operação foi marcada para 4 de maio de 1978.

## Planejamento

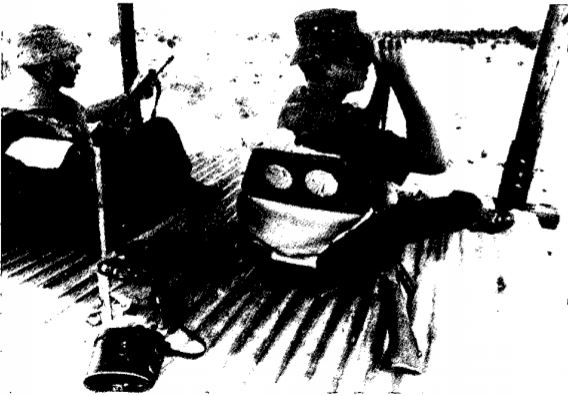
Soldados em posto de observação da SADF, nas proximidades da fronteira Angola-Namíbia.

O comando supremo da operação, do lado sul-africano, ficou a cargo do general Ian Gleeson, enquanto que do lado da SWAPO não havia clareza de quem comandava a contra-operação; o planejamento da Operação Rena identificou três alvos:

### Alvo Alfa "Moscou"
O alvo era a antiga área de mineração de cobre no complexo mineiro de Cassinga, que ficava a cerca de 250 km adentrando Angola. Supostamente as minas de Cassinga haviam sido convertidas em quartel-general e operacional, além de base de treinamento comandadas pelo líder da SWAPO Dimo Hamaambo. De fato funcionava como o maior campo de trânsito de refugiados do Sudoeste Africano no sul de Angola. A inteligência militar sul-africana acreditava que Cassinga continha cerca de 1.200 recrutas do PLAN. A área estava guarnecida por trincheiras em ziguezague e búnqueres.
O plano de ataque envolveu três etapas, com um ataque aéreo dos bombardeiros da Força Aérea da África do Sul (SAAF), seguido de um assalto com pára-quedas liderado pelo coronel Jan Breytenbach e, finalmente, a retirada de paraquedistas com helicópteros. Os alvos eram destruir a suposta base, capturar o comandante Dimo Hamaambo, destruir suprimentos e equipamentos, reunir informações e levar prisioneiros. O último objetivo era libertar o prisioneiro de guerra Sapper Johan van der Mescht.

### Alvo Bravo "Vietnã"
Este plano foi desenvolvido para o ataque pela SADF à seis bases em Chetequera, que incluía uma suposta sede da SWAPO para a frente Ocidental e Ovambolândia, além dos armazéns de suprimentos. A inteligência sul-africana acreditava que essas bases concentravam um total de 900 a 1000 recrutas do PLAN. Essas bases eram fortemente guarnecidas por trincheiras e búnqueres, e continham armas como canhões sem recuo, RPG-7, morteiros de 82 mm e canhões AA de 14,5 mm.
O plano envolveu um ataque do Grupo de Batalha Mecanizado Juliet das tropas da SADF, de militares de outras forças nacionais e soldados permanentes da SADF, comandados por Frank Bestbier. Mais duas equipes de combate independentes atacariam as bases mais meridionais. O plano terminou com a retirada de volta à fronteira.

### Alvo Charlie
O plano envolveu um ataque às pequenas bases suspeitas que ficavam à leste de Chetequera. Os alvos seriam atacados por cinco companhias de fuzileiros do 32º Batalhão, apoiadas por unidades aéreas e de artilharia. O comandante seria Deon Ferreira.

## Batalhas e unidades da SADF empregadas
As unidades da SADF participaram das seguintes batalhas da Operação Rena:

### Cassinga

#### Unidades empregadas
- 44º Regimento de Paraquedistas:
  - Composto por elementos do 1º, 2º e 3º batalhões de parquedistas
    - 2 grupamentos Falcões do 1 Batalhão de Paraquedistas
- 9º Pelotão de Artilharia Leve
- 11º Pelotão de Artilharia Leve

### Chetequera e Dombondola

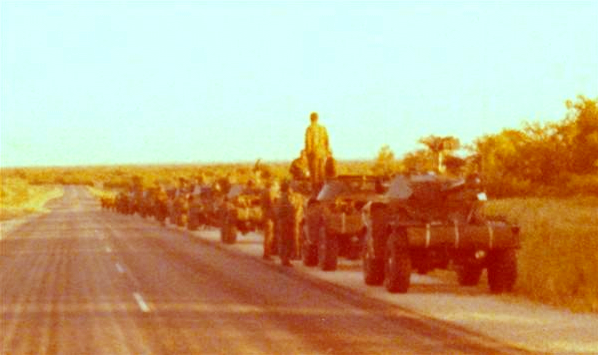
Tropas mecanizadas da SADF aguardando ordem para invadir Angola.

O plano previa que o Grupo de Batalha Mecanizado Juliet atacasse a base ao norte de Chetequera, enquanto os Grupos de Batalha Mecanizados Joubert e Serfontein atravessariam a fronteira e atacariam as bases ao sul de Dombondola. O Grupo Juliet atravessou a fronteira por volta das 10 horas da manhã de 4 de maio nos novos Ratels. Dirigiram-se para o leste, passando por Dombondola, para se reunir ao norte de Chetequera, mas chegaram 90 minutos atrasados devido às condições das trilhas e estradas angolanas. Isso atrasou o ataque aéreo da SAAF, que começou por volta das 13h30 com Canberras e Buccaneers bombardeando a base. Devido a atrasos na comunicação de rádio entre os controladores aéreos do Grupo de Batalha Mecanizado Juliet, o ataque das forças terrestres começou tarde, dando tempo ao PLAN para se preparar. Áreas com vegetação alta e com plantações de milho interromperam a eficácia da infantaria mecanizada e as unidades individuais se viram lutando sozinhas em locais próximos nas trincheiras com rifles e granadas. O ataque inicial durou apenas 11 minutos, antes que todas as unidades pudessem se reunir e, nesse momento, percebeu-se que parte da base havia sido perdida. A base foi atacada novamente e, às 15:30 da tarde, cessaram os combates, com as demais forças do PLAN mortas, rendidas ou tendo escapado para as áreas de mata. Houve o registro de que 248 membros do PLAN teriam sido mortos e 200 capturados, enquanto o Grupo Juliet perdeu 2 homens, com 10 feridos. Devido ao atraso no início da operação, o Grupo Juliet passou a noite em posições defensivas em território angolano e retornou à fronteira do Sudoeste Africano no dia seguinte.
Devido aos pesados combates em Chetequera, a SADF decidiu usar a artilharia para bombardear as bases 1 e 2 do PLAN em Dombondola e a base de Chatu. Os dois grupos de combate atravessaram a fronteira e seguiram para seus respectivos alvos. O Grupo de Combate Joubert se perdeu e atrasou-se, chegando à base na direção errada ao que havia planejado, tendo que usar uma manobra de giro com a ajuda de um bombardeio de artilharia para tentar um melhor posicionamento; o atraso fez com que o ataque completo à base de Chatu não se materializasse. O ataque teve que se resumir a 30 minutos, terminando com a captura e apreensão de algumas poucas armas. O Grupo Joubert passou a noite em posições defensivas e voltou no dia seguinte para o Sudoeste Africano.
O Grupo de Combate Serfontein deveria ajudar o Grupo Joubert, se necessário. O suporte acabou mostrando-se desnecessário e, havendo emprego no ataque à base de Dombondola 2. A base foi encontrada deserta, sendo destruída, com as armas capturadas. O Grupo Serfontein estava pronto para atacar seu próximo alvo, mas as missões foram canceladas e o grupo retornou ao Sudoeste Africano.

#### Unidades empregadas
- 2º Batalhão de Infantaria da África do Sul
  - Grupo de Batalha Mecanizado Juliet (assalto a Chetequera)
  - Grupo de Batalha Mecanizado Joubert (assalto a Dombondola)
  - Grupo de Batalha Mecanizado Serfontein (assalto a Dombondola)

### Omepepa-Namuidi-Henhombe
A operação para atacar as bases menores da SWAPO, ao norte da fronteira do Sudoeste Africano, começou na manhã de 6 de maio de 1978. Três companhias de artilharia do 32º Batalhão de Elite avançaram para o primeiro alvo, com uma companhia protegendo a unidade de artilharia enquanto a quinta companhia estava na posição de reserva. Ao se alinhar e atacar o primeiro alvo, o fogo da artilharia precisou ser cessado contra a base da SWAPO. A interrupção do ataque contra a base se deu porque as unidades do 32º Batalhão de Elite sofreram fogo amigo, resultando em uma morte e dezoito feridos. As forças sul-africanas recuaram para evacuar os feridos, com o primeiro alvo atacado somente no dia seguinte, após o avanço da tropa de artilharia.
Em 8 de maio, helicópteros da SAAF foram incluídos no plano de ataque, e as unidades do 32º Batalhão de Elite foram transportadas pelas aeronaves de um alvo para outro, com cinco bases da SWAPO atacadas naquele dia. Em 9 de maio, a operação foi retomada sem apoio aéreo, com bases sendo atacadas ao longo do dia. O dia 10 de maio foi seguido por novos ataques às bases, com vários delas vazias, sem quaisquer forças inimigas, resultando no retorno de algumas das unidades para a borda da fronteira. Embora a operação tenha terminado oficialmente em 10 de maio, a última base foi atacada no início da manhã de 11 de maio, com todas as forças da SADF de volta à fronteira às 10h00 da manhã.

#### Unidades empregadas
- 32º Batalhão de Elite
  - 5 Companhias de Artilharia
  - Unidade de Morteiros de 81mm
  - Unidade de Artilharia de 140mm
  - Unidade de Helicópteros

## Resultados
Em 25 de abril, vários dias antes do início da Operação Rena, o governo sul-africano havia concordado com a proposta das nações ocidentais para um acordo de transição para o Sudoeste Africano/Namíbia, com rechaço das propostas pela SWAPO. Ao mesmo tempo, a Assembleia Geral da ONU iniciou uma sessão de 10 dias para discutir o controle da África do Sul no Sudoeste Africano, que terminou no dia anterior ao ataque de 4 de maio. A agência de notícias angolana foi a primeira a denunciar um ataque a um campo de refugiados em Cassinga, chegando ao conhecimento da comunidade internacional no mesmo dia da batalha. Como o governo sul-africano não conseguiu dar as notícias em primeira mão, perdeu a iniciativa de controlar o fluxo de informações. Finalmente, em 5 de maio, o governo sul-africano respondeu aos questionamentos internacionais sobre o ataque, tentando explicar suas razões ao público sul-africano. Durante o dia 5, a Rádio de Moscou deu destaque ao relato de um extenso ataque a um campo de refugiados e, naquela noite, uma sessão especial do Conselho de Segurança da ONU foi convocada a pedido de Angola. Sam Nujoma, líder da SWAPO, dirigiu-se ao conselho pedindo um embargo econômico, petrolífero e de armas à África do Sul, resultando na Resolução 428 do Conselho de Segurança das Nações Unidas. Em 8 de maio, a SWAPO e seu líder Sam Nujoma haviam deixado as negociações em Nova Iorque, justificando que  um acordo sobre a questão do Sudoeste Africano/Namíbia não serviria para nada naquele estágio. Mais tarde, o representante dos Estados Unidos nas Nações Unidas alegaria que as nações ocidentais estavam a uma semana de conseguir a aceitação do plano de transição, e que o ataque destruiu esses esforços.
Os números da SWAPO e do governo angolano variam de 582 a 624 mortos, sendo 80 no ataque de Cassinga com 400 a 611 feridos, entre combatentes e civis. Os números do governo sul-africano variam de até 1000 combatentes do PLAN mortos pela Operação Rena, com 200 capturados. Houve, na operação Rena, 77 vítimas da SADF.